# 1935 en Ontario
Chronologie de l'Ontario
- 1931
- 1932
- 1933
- 1934
- 1935
- 1936
- 1937
- 1938
- 1939

Cette page concerne des événements d'actualité qui se sont produits durant l'année 1935 dans la province canadienne de l'Ontario.

## Politique
- Premier ministre : Mitchell Hepburn (Parti libéral)
- Chef de l'Opposition: George Stewart Henry  (Parti conservateur)
- Lieutenant-gouverneur: Herbert Alexander Bruce (en)
- Législature: 19e (en)

## Événements

### Mai
- 31 mai : inauguration de l'observatoire astronomique David Dunlap à Richmond Hill.

## Naissances
- 2 mars : Al Waxman, acteur, réalisateur et scénariste († 18 janvier 2001).
- 23 mai : J. Robert Janes (en), auteur.
- 19 octobre : Donald Joseph Ward, joueur de hockey sur glace († 6 janvier 2014).
- 24 juillet : Bob McAdorey (en), animateur de la télévision et de la radio († 5 février 2005).
- 25 juillet : Gilbert Parent, député fédéral de St. Catharines (1974-1979), Welland (1979-1984), Welland—St. Catharines—Thorold (1988-1997) et Niagara-Centre (1997-2000) († 3 mars 2009).
- 3 octobre : Floyd Laughren (en), député provincial de Nickel Belt (1971-1998).
- 12 décembre : John Wise (en), député fédéral d'Elgin (1972-1988).

## Décès
- 15 mars : James Duncan McGregor, lieutenant-gouverneur du Manitoba (° 29 août 1860).